# Roskilde Amt
 For alternative betydninger, se Roskilde Amt (flertydig). (Se også artikler, som begynder med Roskilde Amt)
Roskilde Amt var fra 1970 til 2006 et dansk amt. Det regnedes ofte for synonymt med Østsjælland da det eksisterede. Roskilde Amt var en del af Hovedstadsregionen, men blev ved Strukturreformen i 2007 ikke inkluderet i Region Hovedstaden. Det blev i stedet lagt sammen med Storstrøms og Vestsjællands Amter som Region Sjælland fra 1. januar 2007.
Den sidste amtsborgmester var Kristian Ebbensgaard (V), der sad på posten fra 1994 til 2006. Han var også sidste formand for Amtsrådsforeningen, og blev den første regionsrådsformand i Region Sjælland.

## Kommuner
Amtet bestod af de følgende 11 primærkommuner:
| Kommune  | Hovedby       | Befolkningstal (2006) | Kommune efter 2007 |
| -------- | ------------- | --------------------- | ------------------ |
| Bramsnæs | Lyndby1       | 9.437                 | Lejre              |
| Greve    | Greve Strand  | 47.968                | Ikke sammenlagt    |
| Gundsø   | Gundsømagle   | 15.993                | Roskilde           |
| Hvalsø   | Kirke Hvalsø  | 7.843                 | Lejre              |
| Køge     | Køge          | 40.535                | Køge               |
| Lejre    | Lejre         | 8.852                 | Lejre              |
| Ramsø    | Viby Sjælland | 9.412                 | Roskilde           |
| Roskilde | Roskilde      | 55.050                | Roskilde           |
| Skovbo   | Borup         | 15.183                | Køge               |
| Solrød   | Solrød Strand | 20.877                | Ikke sammenlagt    |
| Vallø    | Hårlev        | 10.373                | Stevns2            |

### Bemærkninger
1. Lyndby var hovedby i Bramsnæs Kommune fra og med 1976. Fra 1970 til 1976 var hovedbyen Kirke Hyllinge.
2. Stevns Kommune blev udover Vallø Kommune dannet af Stevns Kommune (1970-2006), beliggende i Storstrøms Amt.

## Amtsborgmestre
| Amtsborgmester       | Parti                | Periode   |
| -------------------- | -------------------- | --------- |
| Børge Juel Hansen    | Socialdemokratiet    | 1970-1981 |
| Svend Jørgensen      | Det Radikale Venstre | 1981-1985 |
| Ib Vindelev          | Socialdemokratiet    | 1986-1993 |
| Kristian Ebbensgaard | Venstre              | 1994-2006 |

## Historie
I 1808 var det daværende Roskilde Amt blevet lagt under det daværende Københavns Amt. I 1842 blev de delvist adskilt igen som to amtskredse med hver deres amtsråd men med fælles amtsmand. Ved Kommunalreformen i 1970 i 1970 blev de skilt helt ad som henholdsvis Københavns Amt og Roskilde Amt. Det nye Roskilde Amt inkluderede hele det gamle amt, men desuden også Køge og Roskilde (der som købstæder ikke havde været del af noget amt) og Vallø Kommune der blev overflyttet fra Præstø Amt.
På amtsgården i Roskilde hang et stort ur, hvor amtets 12 våbenskjolde udgjorde urets tal. Amtsvåbenet var klokken 12, og de 11 andre timetal var kommunevåbnene, ordnet i følgende rækkefølge med uret: Køge, Bramsnæs, Vallø, Ramsø, Solrød, Gundsø, Greve, Hvalsø, Lejre, Skovbo, og Roskilde.

## Statistisk kilde
Danmarks Statistik, Statistikbanken.dk